# Parco nazionale di Tam Dao
Il parco nazionale di Tam Dao (in vietnamita:Vườn quốc gia Tam Đảo) è un'area naturale protetta del Vietnam nordorientale. È stato istituito nel 1996 e occupa una superficie di 368,83 km² nelle province di Vĩnh Phúc, di Thái Nguyên e di Tuyên Quang.
Le coordinate del parco sono: da 21°21' a 21°42' N, da 105°23' a 105°44' E.
Nel parco sono salvaguardate numerose specie in via di estinzione inserite nella Lista rossa dello IUCN.